# Isole di Tarancev
Le isole di Tarancev (in russo острова Таранцева?) sono un gruppo di tre isolotti russi disabitati situati nella parte nord-orientale del golfo di Possiet, nel mar del Giappone, nell'Estremo Oriente russo. Appartengono amministrativamente al Chasanskij rajon, del Territorio del Litorale.

## Geografia
I tre isolotti, di cui quello orientale è il maggiore e quello occidentale il minore, si trovano affiancati a una distanza di circa 10 m l'uno dall'altro per una lunghezza totale di 470 m, hanno uno sviluppo costiero di 1,1 km e il maggiore ha un'altezza di 40 m. Si trovano 360 m a sud-ovest di punta Taranceva (мыс Таранцева) che delimita a nord la baia Vitjaz', sulla costa nord-occidentale della penisola di Gamov (полуостров Гамова). Tra le Taranceva e il continente, il mare è profondo e senza ostacoli. Sull'isolotto centrale c'è un segnale luminoso.
All centro della baia Vitjaz', a nord-est delle isole di Tarancev, a circa 1 M di distanza, ci sono gli scogli Klykova (камни Клыкова).

### Fauna
Il mare intorno alle isole è un habitat unico per il polpo gigante del Pacifico (Enteroctopus dofleini) e la zona è meta di immersioni subacquee.

## Toponimo
Il tenente colonnello Vasilij Matveevič Babkin, durante la sua spedizione del 1862-1863, gli diede il nome del capitano P. I. Tarancev che aveva partecipato ai rilievi idrografici nel mar Baltico.